# Стебницька міська рада
Стебницька міська рада — колишній орган місцевого самоврядування у складі Дрогобицької міської ради Львівської області з адміністративним центром у місті районного значення Стебнику. З 2021 року не діє і приєднана до Дрогобицької міської ради.

## Склад ради
Рада складалася з 36 депутатів та голови.

### Керівний склад попередніх скликань
| ПІБ                      | Основні відомості                                                              | Дата обрання | Дата звільнення |
| ------------------------ | ------------------------------------------------------------------------------ | ------------ | --------------- |
| Калапач Роман Степанович | Міський голова, 1954 року народження, безпартійний                             | 26.03.2006   | 31.10.2010      |
| Пецюх Василь Федорович   | Міський голова, 1959 року народження, освіта вища, член Народного Руху України | 31.10.2010   |                 |

Примітка: таблиця складена за даними джерела

### Депутати
За результатами місцевих виборів 2010 року депутатами ради стали:

#### За суб'єктами висування
| Суб'єкт висування                                       | Кількість обраних депутатів | %    |
| ------------------------------------------------------- | --------------------------- | ---- |
| Політична партія Всеукраїнське об'єднання «Батьківщина» | 7                           | 19,4 |
| Політична партія Всеукраїнське об'єднання «Свобода»     | 6                           | 16,7 |
| Політична партія «Громадянська позиція»                 | 6                           | 16,7 |
| Політична партія Народний Рух України                   | 5                           | 13,9 |
| Політична партія «Фронт Змін»                           | 4                           | 11,1 |
| Партія захисників Вітчизни                              | 3                           | 8,3  |
| Партія регіонів                                         | 3                           | 8,3  |
| Політична партія Конгрес Українських Націоналістів      | 1                           | 2,8  |
| Політична партія «Сильна Україна»                       | 1                           | 2,8  |

#### За округами
| № округу | Прізвище, ім'я, по батькові       | Дата визнання обраним | Освіта                    | Партійна приналежність                        | Відомості про обраного депутата                                                                      |
| -------- | --------------------------------- | --------------------- | ------------------------- | --------------------------------------------- | --- |
| 1        | Павлічко Роман Дмитрович          | 05.11.2010            | Освіта вища               | член Партії захисників Вітчизни               | пенсіонер                                                                                            |
| 14       | Івасівка Роман Андрійович         | 05.11.2010            | Освіта вища               | позапартійний                                 | Стебницький Народний дім, художній керівник                                                          |
| 17       | Асафат Богдан Іванович            | 05.11.2010            | Освіта вища               | член Партії захисників Вітчизни               | Стебницька Міська рада, заступник міського голови                                                    |
| б/м      | Гориславський Микола Іванович     | 05.11.2010            | Освіта вища               | позапартійний                                 | пенсіонер                                                                                            |
| б/м      | Стародуб Вікторія Леонідівна      | 05.11.2010            | Освіта вища               | член Партії регіонів                          | тимчасово не працює                                                                                  |
| 6        | Сушицький Ігор Мирославович       | 05.11.2010            | Освіта середня            | член Партії регіонів                          | Ринок «Помік», директор                                                                              |
| б/м      | Боднар Ігор Степанович            | 05.11.2010            | Освіта вища               | член Всеукраїнського об'єднання «Батьківщина» | Стебн. проф.-тех.ліцей, майстер виробничого навчання                                                 |
| б/м      | Варивода Микола Зенонович         | 05.11.2010            | Освіта вища               | позапартійний                                 | ПП «Транссервіс», директор                                                                           |
| 4        | Говірко Ігор Іванович             | 05.11.2010            | Освіта вища               | член Всеукраїнського об'єднання «Батьківщина» | Стебницька міська рада, керуючий справами виконкому                                                  |
| 8        | Фіц Ярослав Романович             | 05.11.2010            | Освіта вища               | член Всеукраїнського об'єднання «Батьківщина» | Стебницька міська лікарня, лікар пульманолог                                                         |
| 9        | Мисько Петро Йосипович            | 05.11.2010            | Освіта вища               | член Всеукраїнського об'єднання «Батьківщина» | ПП «Полонина», підприємець                                                                           |
| 11       | Пукало Андрій Романович           | 05.11.2010            | Освіта вища               | член Всеукраїнського об'єднання «Батьківщина» | Стебницька міська лікарня, лікар стоматолог                                                          |
| 16       | Бохняк Петро Григорович           | 05.11.2010            | Освіта вища               | член Всеукраїнського об'єднання «Батьківщина» | ТзОВ «Карпати», директор                                                                             |
| б/м      | Юзефович Роман Михайлович         | 05.11.2010            | Освіта вища               | член Всеукраїнського об'єднання «Свобода»     | Фізико-механічний інститут ім. Г. В. Карпенка НАН України, науковий співробітник                     |
| б/м      | Зімбовський Андрій Сергійович     | 05.11.2010            | Освіта вища               | член Всеукраїнського об'єднання «Свобода»     | НПК «Галичина», оператор                                                                             |
| б/м      | Гнатів Ольга Осипівна             | 05.11.2010            | Освіта вища               | член Всеукраїнського об'єднання «Свобода»     | Стебницька міська лікарня, завідувач стоматологічним кабінетом                                       |
| 7        | Юзефович Олег Михайлович          | 05.11.2010            | Освіта вища               | член Всеукраїнського об'єднання «Свобода»     | тимчасово не працює                                                                                  |
| 10       | Ранівський Микола Миколайович     | 05.11.2010            | Освіта середня            | член Всеукраїнського об'єднання «Свобода»     | Стебницька міська лікарня, інженер                                                                   |
| 15       | Дмитрів Володимир Зіновійович     | 05.11.2010            | Освіта вища               | позапартійний                                 | Державна податкова інспекція у м. Трускавці, начальник відділу інформатизації процесів оподаткування |
| б/м      | Пуківський Мирослав Євгенович     | 05.11.2010            | Освіта вища               | член Політичної партії «Громадянська позиція» | Торговий центр «БУМ», директор                                                                       |
| б/м      | Бодачевський Олександр Прокопович | 05.11.2010            | Освіта середня            | позапартійний                                 | СПД Бодачевський О. П., приватний підприємець                                                        |
| 2        | Білас Роман Львович               | 05.11.2010            | Освіта середня            | позапартійний                                 | приватний підприємець, СПД Білас Р. Л.                                                               |
| 3        | Гнат Андрій Володимирович         | 05.11.2010            | Освіта вища               | член Політичної партії «Громадянська позиція» | приватний підприємець, СПД Гнат А. В.                                                                |
| 5        | Беднарчик Наталія Миронівна       | 05.11.2010            | Освіта вища               | позапартійна                                  | загальноосвітня школа № 18, вчитель                                                                  |
| 18       | Броницький Роман Зіновійович      | 05.11.2010            | Освіта вища               | позапартійний                                 | ЗОСШ № 18, директор школи                                                                            |
| 13       | Карабан Василь Миколайович        | 05.11.2010            | Освіта вища               | член Конгресу Українських Націоналістів       | ПП «Профрем», директор                                                                               |
| б/м      | Галяк Анастасія Михайлівна        | 05.11.2010            | Освіта вища               | член Народного Руху України                   | Стебницька загальноосвітня школа І-ІІІ ст. № 7, вчитель                                              |
| б/м      | Пецюх Ярослав Васильович          | 05.11.2010            | Освіта вища               | член Народного Руху України                   | тимчасово не працює                                                                                  |
| б/м      | Хорошунов Андрій Михайлович       | 05.11.2010            | Освіта вища               | член Народного Руху України                   | приватний підприємець                                                                                |
| б/м      | Русин Володимир Андрійович        | 05.11.2010            | Освіта середня спеціальна | член Народного Руху України                   | приватний підприємець                                                                                |
| б/м      | Савчин Мирослав Миколайович       | 06.11.2010            | Освіта середня спеціальна | член Народного Руху України                   | пенсіонер                                                                                            |
| 12       | Тюска Андрій Анатолійович         | 05.11.2010            | Освіта вища               | член Політичної партії «Сильна Україна»       | ТзОВ «Олмар», менеджер                                                                               |
| б/м      | Івасівка Юрій Орестович           | 05.11.2010            | Освіта вища               | член Політичної партії «Фронт Змін»           | приватний підприємець                                                                                |
| б/м      | Олійник Денис Сергійович          | 05.11.2010            | Освіта вища               | член Політичної партії «Фронт Змін»           | приватний підприємець                                                                                |
| б/м      | Марчук Галина Григорівна          | 05.11.2010            | Освіта вища               | член Політичної партії «Фронт Змін»           | Стебницька СШ І-ІІІ ст. № 7, вчитель                                                                 |
| б/м      | Василишин Ірина Ярославівна       | 05.11.2010            | Освіта вища               | член Політичної партії «Фронт Змін»           | Стебницька загальноосвітня школа № 11, вчитель                                                       |